# John Magee
John Magee (Newry, 24 settembre 1936) è un vescovo cattolico irlandese.

## Biografia
Monsignor John Magee è nato a Newry, diocesi di Dromore, il 24 settembre 1936. Suo padre era un allevatore di vacche da latte.

### Formazione e ministero sacerdotale
Venne educato al St Colman's College di Newry e nel 1954 entrò nella Società di San Patrizio per le missioni estere a Kiltegan, nella contea di Wicklow. Studiò allo University College di Cork dove ottenne una laurea con lode in filosofia. Venne poi inviato a studiare teologia a Roma.
Il 17 marzo 1962 fu ordinato presbitero a Roma. Servì come prete missionario in Nigeria per quasi sei anni prima di essere nominato procuratore generale del suo ordine a Roma. Nel 1969 divenne anche officiale della Congregazione per l'evangelizzazione dei popoli. L'anno successivo papa Paolo VI lo nominò suo secondo segretario particolare.
Papa Paolo VI trattò Magee in modo gentile e paterno. Entrambi si riunivano durante la Festa di San Giovanni Battista per celebrare il loro onomastico. Durante il loro ultimo incontro, il papa diede a padre Magee un'icona di San Giovanni Battista ricevuta dal re di Giordania Husayn. Quando nell'ottobre del 2014 papa Paolo VI fu beatificato, monsignor Magee si recò a Roma dove condusse la processione dei vescovi.
Alla morte di Paolo VI il suo successore, papa Giovanni Paolo I lo confermò nell'incarico. Monsignor Magee raccontò gli eventi circostanti la morte improvvisa e prematura del pontefice, spiegando che aveva trovato il papa morto nel suo letto la mattina del 29 settembre 1978. Egli spiegò che in realtà fu il primo a chiedere assistenza ma che a rinvenire il pontefice morto nel suo letto era stata suor Vincenza Taffarel, la religiosa infermiera che gli serviva ogni mattina il caffè. Ella aveva deciso di entrare nella camera da letto del papa quando si era resa conto che non aveva aperto la porta per prendere la sua bevanda del mattino.
In un'intervista radiofonica nel 1990, il corrispondente degli affari religiosi della RTÉ Kieron Wood chiese a monsignor Magee perché avesse affermato di aver trovato il corpo del papa morto, quando era noto che il corpo fosse stato trovato da una suora. "Ho trovato il corpo di Sua Santità", rispose. "Non l'ho trovato prima".
Il 16 ottobre 1978 venne eletto papa Giovanni Paolo II. Anche lui lo confermò nell'incarico. Il 28 aprile 1981 padre Magee viaggiò, senza la conoscenza o l'approvazione della Segreteria di Stato della Santa Sede, nella prigione di Long Kesh, fuori Belfast, nell'Irlanda del Nord, per incontrare l'attivista dell'Irish Republican Army Bobby Sands. Magee cercò di convincerlo a porre fine al suo sciopero della fame. Questo tentativo non ebbe successo e Sands morì di fame una settimana dopo.
Magee è l'unico uomo ad aver ricoperto la posizione di segretario privato di tre papi nella storia del Vaticano. Fu a lungo anche cappellano della Guardia svizzera pontificia.
L'8 febbraio 1982 lo stesso papa Giovanni Paolo II lo nominò maestro delle celebrazioni liturgiche pontificie.

### Ministero episcopale
Il 17 febbraio 1987 papa Giovanni Paolo II lo nominò vescovo di Cloyne. Ricevette l'ordinazione episcopale il 17 marzo successivo, festa di San Patrizio, nella basilica di San Pietro in Vaticano dallo stesso pontefice, coconsacranti l'arcivescovo Eduardo Martínez Somalo, sostituto per affari generali della Segreteria di Stato, e il vescovo di Dromore Francis Gerard Brooks.
Monsignor Magee ebbe un ruolo di primo piano nella Conferenza episcopale cattolica irlandese, dove fu protagonista della modernizzazione della liturgia. Il suo approccio pastorale poneva una forte enfasi sulla promozione delle vocazioni al sacerdozio ma, dopo alcuni successi iniziali, il numero delle vocazioni nella diocesi di Cloyne diminuì, una tendenza riflessa in tutta l'isola d'Irlanda. Nominò la prima "scrittrice di fede" del paese e le affidò il compito di trasformare una diocesi rurale irlandese in un modello pastorale cosmopolita usando le tecniche prese in prestito da diverse diocesi urbane degli Stati Uniti d'America.
Il vescovo Magee venne coinvolto in una disputa con gli Amici della cattedrale di St. Colman's, un gruppo ambientalista locale di Cobh che organizzò un'opposizione efficace e professionale ai piani del vescovo di riordinare l'interno della cattedrale di San Colman secondo le direttive liturgiche post-conciliari. Questo sarebbe avvenuto seguendo le precedenti ri-ordinazioni avvenute nelle cattedrali di Killarney, Cork e Limerick. In un'audizione orale condotta da An Bord Pleanála, l'Irish Planning Board, emerse che erano state riscontrate irregolarità nella domanda di pianificazione che erano state rintracciate al municipio di Cobh e che accoglieva i piani del vescovo di modificare gli interni vittoriani progettati da Edward Welby Pugin e George Ashlin. Il 2 giugno 2006, quando monsignor Magee era a Lourdes, la An Bord Pleanála disse al consiglio comunale di Cobh di rifiutare la domanda del vescovo.
Il 25 luglio 2006 monsignor Magee pubblicò una lettera pastorale nella quale affermava: "A seguito della decisione dell'An Bord Pleanála, la situazione relativa all'altare temporaneo di compensato rimane irrisolta e deve essere affrontata. La diocesi avvierà discussioni con le autorità di pianificazione nel tentativo trovare una soluzione accettabile dal punto di vista sia liturgico che patrimoniale".
Un funzionario diocesano spiegò che il vescovo non desiderava istituire un controllo giudiziario presso l'Alta corte irlandese a causa delle implicazioni finanziarie di tale azione e del desiderio del vescovo di evitare uno scontro tra Chiesa e Stato. Sostenne che la decisione dell'An Bord Pleanála violava i diritti di proprietà costituzionale degli edifici religiosi e che venne respinta quando venne rivelato che la cattedrale era di proprietà di un trust laico stabilito dalla legge irlandese. Si stima che monsignor Magee abbia speso oltre 200 000 euro nel tentativo di riordinare la cattedrale di San Colman per renderla conforme alle linee guida del Concilio Vaticano II. La controversia balzò alle cronache anche al di fuori dell'Irlanda.
In un articolo del febbraio del 2006 su The Sunday Business Post, Kieron Wood affermò che Magee non aveva il sostegno del Vaticano nelle sue proposte per la cattedrale. All'udienza dell'An Bord Pleanála fu richiesto di fornire una copia della lettera dal Vaticano in base alla quale affermava di aver ricevuto l'approvazione per la modernizzazione della cattedrale di Cobh. La lettera da lui prodotta era un messaggio di congratulazioni datato 9 dicembre 2003 (n. 158/99/L) alla squadra di architetti che aveva lavorato al progetto della cattedrale, inviata dal cardinale Francis Arinze, prefetto della Congregazione per il culto divino e la disciplina dei sacramenti. L'intero testo di questa lettera è stato poi riprodotto in una pubblicazione chiamata Conserving Cobh Cathedral: The Case Statedpp (pagine 108-109).
Nel corso di una riunione dei suoi consiglieri liturgici e del clero diocesano nel novembre del 2006 monsignor Magee parlò della sua conversazione con il papa avvenuta nel corso della visita ad limina compiuta alla fine del mese precedente. Affermò di essere stato messo in discussione da vicino su diversi aspetti delle sue proposte per il riordino della cattedrale. Era ovvio, disse, che il papa era stato tenuto ben informato sull'intera questione. Il contributo del vescovo Magee alla visita ad limina riguardò non solo la sua diocesi di Cloyne ma anche le questioni liturgiche a nome della Conferenza episcopale. Facilitò la trasmissione, avvenuta in coincidenza con la visita, di una vita di papa Giovanni Paolo I preparata alcuni mesi prima dalla RAI. In un'intervista pubblicata sul quotidiano cattolico italiano Avvenire il 26 ottobre 2006, il cardinale Segretario di Stato Tarcisio Bertone criticò l'immagine che il programma presentava di papa Giovanni Paolo I, accusandola di parzialità nel modo in cui venivano presentate la Curia romana e le ipotesi sulla morte di Luciani, con queste dichiarazioni: "Capisco che in ogni buon film alla figura del buono si debba sempre contrapporre quella del cattivo e dei cattivi, [...] e purtroppo anche a tale fiction non è sfuggita questa legge non scritta. E così tra i cattivi abbiamo ritrovato l'immancabile arcivescovo Paul Marcinkus, vari cardinali ed un po' tutta la Curia...".
Dopo la visita ad limina il vescovo Magee rappresentò i vescovi irlandesi in un incontro a Roma del Pontificio comitato per i congressi eucaristici internazionali.
Nel dicembre del 2008, monsignor Magee finì al centro di una polemica sulla sua gestione dei casi di abusi sessuali su minori da parte del clero nella diocesi di Cloyne. Vennero chieste le sue dimissioni. Il 7 marzo 2009 il vescovo annunciò che, su sua richiesta, il papa aveva affidato la gestione della diocesi nelle mani di Dermot Clifford, arcivescovo metropolita di Cashel e Emly. Magee rimase vescovo ma si ritirò dall'amministrazione, disse, per dedicare il suo tempo alla questione dell'indagine.
Il 24 marzo 2010 papa Benedetto XVI accettò la sua rinuncia al governo pastorale della diocesi. Gli succedette il canonico William Crean.
Il successivo rapporto dell'indagine giudiziaria del governo irlandese, il Cloyne Report, pubblicato il 13 luglio 2011, rivelò che il vescovo Magee aveva falsamente dichiarato al governo e all'HSE in una precedente inchiesta che la diocesi riferiva di tutte le accuse di abusi sessuali da parte di ecclesiastici alle autorità civili. L'inchiesta su Cloyne - il quarto esame degli abusi clericali nella Chiesa cattolica in Irlanda - rivelò che il maggior difetto nella diocesi fu il non aver segnalato tutti i reclami. Rivelò che 9 accuse su 15 non sono erano state trasmesse alle autorità competenti.
Parlando nell'agosto del 2011, Magee disse di sentirsi "inorridito e vergognoso" degli abusi avvenuti nella sua diocesi. Disse che aveva accettato "piena responsabilità" per i risultati e aggiunse: "Mi vergogno che questo sia accaduto sotto il mio controllo, non sarebbe dovuto succedere e mi scuso davvero. Mi sono sforzato e speravo che quelle linee guida che ho emesso in un opuscolo per ogni persona della diocesi fossero implementate ma ho scoperto che non lo erano e che è una mia responsabilità".
Monsignor Magee si offrì di incontrare vittime di abusi e si scusò "in ginocchio". "Chiedo perdono, mi dispiace e desidero dire che se desiderano venire a vedermi privatamente parlerò con loro e offro le mie più profonde scuse", disse. Il vescovo Magee affermò di essere stato "veramente inorridito" quando lesse tutta la portata degli abusi nel rapporto. Tuttavia, una vittima disse: "Le scuse non sarebbero mai andate abbastanza lontano. È troppo tardi per noi ora, l'unica cosa per cui non è troppo tardi è che forse ci sarà un futuro in cui le persone saranno più illuminate, più consapevoli e proteggere meglio i propri figli". Alla domanda sui risarcimenti alle vittime, monsignor Magee disse che era un problema per la diocesi di Cloyne.

## Profilo internazionale
Poco prima che papa Giovanni Paolo II morisse il 2 aprile 2005, il segretario personale del papa, Stanisław Dziwisz, chiamò urgentemente Magee a Roma. Egli arrivò il giorno dopo la morte del pontefice.
Who's Who in Ireland del 2006 descrisse monsignor Magee come "remoto e di basso profilo". Commentò che molti osservatori ecclesiastici "si aspettavano che tornasse nella Città del Vaticano ormai" e osservò che il "cappello rosso [di cardinale] lo sfugge ancora" (cfr Who is Who in Ireland [2006], 233).
Nell'opera teatrale del 2007 The Last Confession, incentrata sugli eventi riguardanti la morte di papa Giovanni Paolo I, il valletto del papa sostenne che Magee era responsabile della morte del pontefice e che fuggì dopo aver commesso l'atto. Magee venne rappresentato come interrogato da un comitato di cardinali per spiegare perché aveva dovuto lasciare Roma dopo la morte del papa.
Nel gennaio del 2007, il cardinale Stanisław Dziwisz, arcivescovo di Cracovia ed ex segretario particolare di papa Giovanni Paolo II per quarant'anni, pubblicò un libro di reminiscenze della sua vita con il papa intitolato Una vita con Karol (Rizzoli, Milano). Sebbene Dziwisz menzioni altri colleghi come monsignor Emery Kabongo Kanundowi e monsignor Vincent Tran Ngoc Thu, che svolsero il ruolo di secondi segretari, non menziona John Magee in nessun punto del libro di 250 pagine. Tuttavia, nel maggio del 2008, il cardinale Dziwisz disse di essere stato "sorpreso" quando gli avevano riferito che il vescovo Magee era l'unico segretario papale a non essere stato menzionato per nome. Infatti, su richiesta di papa Giovanni Paolo II, Dziwisz aveva regalato a Magee l'ultima tonaca che il papa aveva indossato prima di morire.
Nell'aprile del 2008 furono fatte nuove speculazioni sul fatto che Magee fosse preso in considerazione per un incarico nella Curia romana. La rivista clericale di sinistra francese Golias riferì che l'irlandese era in corsa per la guida della Congregazione per il culto divino e la disciplina dei sacramenti. La rivista suggeriva che il sostegno di Magee alla messa tridentina gli aveva procurato l'approvazione di papa Benedetto XVI e affermava che l'apparente mancanza di ambizione e timidezza del vescovo lo qualificava eminentemente per una posizione in Vaticano.
Nel settembre del 2008, mentre il mondo si preparava a celebrare il trentesimo anniversario della morte di papa Giovanni Paolo I, il settimanale italiano Diva e Donna pubblicò un'intervista a monsignor Magee, presentandola come la prima volta che aveva interrotto il suo silenzio sugli eventi che circondavano la morte del pontefice. In essa monsignor Magee attribuiva la morte allo sfinimento causato dallo stress del periodo iniziale successivo alla sua elezione. Disse anche che era stato accusato di aver avvelenato il papa ed che era stato messo sotto indagine dall'Interpol.

## Genealogia episcopale
La genealogia episcopale è:
- Cardinale Scipione Rebiba
- Cardinale Giulio Antonio Santori
- Cardinale Girolamo Bernerio, O.P.
- Arcivescovo Galeazzo Sanvitale
- Cardinale Ludovico Ludovisi
- Cardinale Luigi Caetani
- Cardinale Ulderico Carpegna
- Cardinale Paluzzo Paluzzi Altieri degli Albertoni
- Papa Benedetto XIII
- Papa Benedetto XIV
- Papa Clemente XIII
- Cardinale Enrico Benedetto Stuart
- Papa Leone XII
- Cardinale Chiarissimo Falconieri Mellini
- Cardinale Camillo Di Pietro
- Cardinale Mieczysław Halka Ledóchowski
- Cardinale Jan Maurycy Paweł Puzyna de Kosielsko
- Arcivescovo Józef Bilczewski
- Arcivescovo Bolesław Twardowski
- Arcivescovo Eugeniusz Baziak
- Papa Giovanni Paolo II
- Vescovo John Magee, S.P.S.